# Top Model (Film)
Top Model (im Original: Top Model) ist ein italienischer Erotikfilm des Regisseurs Joe D’Amato aus dem Jahr 1988. In Deutschland hatte der Film am 5. Mai 1988 Premiere.
Der Film Top Model ist eine Fortsetzung des Films Elf Tage und elf Nächte aus dem Jahr 1986. In Deutschland wurde der Film auch unter dem Titel Elf Tage und elf Nächte – 2. Teil auf Video vermarktet. 1990 wurde mit dem Film Das Testament der Begierde, mit Kristine Rose in der Hauptrolle, eine dritte Fortsetzung veröffentlicht.

## Handlung
Die Schriftstellerin Sarah Asproon recherchiert für ihr neues Buch über Prostitution und arbeitet unter dem Namen Model Gloria als Callgirl. Ihre Lektorin Dorothy betreibt zum Schein einen noblen Hostessen-Service, dem Sarah angehört. Aufgrund der guten Auftragslage benötigt das Unternehmen ein neues Computerprogramm. Der Computerspezialist Cliff Evans wird für diesen Job angestellt. Sarah fühlt sich zu dem schüchternen Cliff angezogen und beginnt mit ihm eine Affäre. Cliff, der eigentlich homosexuelle Neigungen hat, ist in seinen Gefühlen hin- und hergerissen.
Peter, einer der Kunden Glorias, hat ihre wahre Identität herausgefunden. Peter versucht, Sarah mit seinem Wissen zu erpressen, und droht, sie bloßzustellen. Am Ende kann Sarah alle Hindernisse überwinden. Sie verlässt mit Cliff die Stadt, um mit ihm ein neues Leben zu beginnen.

## Kritiken
Das Lexikon des internationalen Films schreibt, der Film sei ein „Soft-Porno mit fadenscheiniger Rahmenhandlung, die streckenweise unfreiwillig Anlaß zur Heiterkeit bietet.“